# HC Hodonín
HC Hodonín (celým názvem: Hockey Club Hodonín) byl český klub ledního hokeje, který sídlil ve městě Hodonín v Jihomoravském kraji. Klubové barvy byly zelená a černá.

## Historie
První zmínka o hokeji v Hodoníně pochází z roku 1908, ale organizovaně se začalo hrát od roku 1931, kdy na kluzišti Na Plucárně vznikl SK Hodonín, který hrál soutěže Západoslovenské župy. Roku 1937 byl založen konkurenční Dělnický sportovní klub Moravia Hodonín, který hrál Na Bažantnici. V roce 1948 byly oba týmy sloučeny pod názvem Nafta Hodonín, od roku 1956 přejmenovaným na Slovan.
K velkému rozvoji hodonínského hokeje došlo po roce 1958, kdy byl ve městě otevřen jeden z prvních zimních stadionů s celoročním provozem. Vedle Slovanu vznikla konkurenční Dukla (převelením z Prešova), která existovala až do roku 1979, kdy byla přeložena na nový zimní stadion do Tábora. Na počátku šedesátých let hráli za Slovan Hodonín Jiří Macelis a Václav Nedomanský, tým získal roku 1963 historický úspěch - páté místo v druhé nejvyšší soutěži. Následoval útlum a pohybování mezi druhou a třetí ligou, v sedmdesátých letech přešel Slovan pod patronát Jihomoravských lignitových dolů a přijal nový název Baník.
Rok 1989 přinesl postup Baníku do druhé nejvyšší soutěže, v týmu tehdy působil gólman Roman Čechmánek. Hodonín proslul rekordními návštěvami a bouřlivou atmosférou, zvláště na derby zápasech s Brnem. Na valné hromadě v roce 1994 bylo schváleno nové vedení a nový název HC Hodonín. Tým vyrovnal své nejlepší umístění - 5. místo v druhé nejvyšší soutěži, zároveň se ale dostal do finanční krize. Po skončení sezóny 1. národní hokejová liga 1994/1995 byl stadion uzavřen kvůli havarijnímu stavu a změněn na tržiště, ligová licence byla prodána do Kralup nad Vltavou, kam přešla i většina hráčů. Navzdory protestům příznivců hodonínský hokej zanikl, teprve až v roce 2001 zde vznikl nový klub SHK Hodonín, který hraje na zrekonstruovaném zimním stadionu Václava Nedomanského.
Své domácí zápasy odehrával na zimním stadionu TEZA Hodonín s kapacitou 5 500 diváků.

## Historické názvy
Zdroj:
- 1931 – SK Hodonín (Sportovní klub Hodonín)
- 1948 – fúze s DSK Moravia Hodonín ⇒ TJ Nafta Hodonín (Tělovýchovná jednota Nafta Hodonín)
- 1956 – TJ Slovan Hodonín (Tělovýchovná jednota Slovan Hodonín)
- 1970 – TJ Baník Hodonín (Tělovýchovná jednota Baník Hodonín)
- 1994 – HC Hodonín (Hockey Club Hodonín)
- 1995 – zánik

## Přehled ligové účasti
Stručný přehled
Zdroj:
- 1960–1963: 2. liga – sk. B (2. ligová úroveň v Československu)
- 1963–1967: 2. liga – sk. C (2. ligová úroveň v Československu)
- 1969–1972: 1. ČNHL – sk. B (2. ligová úroveň v Československu)
- 1972–1973: Divize – sk. E (3. ligová úroveň v Československu)
- 1973–1975: Divize – sk. E (4. ligová úroveň v Československu)
- 1975–1979: 2. ČNHL – sk. D (3. ligová úroveň v Československu)
- 1985–1990: 2. ČNHL – sk. C (3. ligová úroveň v Československu)
- 1990–1993: 1. ČNHL (2. ligová úroveň v Československu)
- 1993–1995: 1. liga (2. ligová úroveň v České republice)

Jednotlivé ročníky
Zdroj:
Legenda: ZČ - základní část, červené podbarvení - sestup, zelené podbarvení - postup, fialové podbarvení - reorganizace, změna skupiny či soutěže
| Československo (1960 – 1993) |                 |           |           |                                                                  |                                      |
| Sezóny                       | Soutěž          | Úroveň    | ZČ        | Play-off, nadstavba, sk. o udržení...                            | Poznámky                             |
| 1960/61                      | 2. liga – sk. B | 2. úroveň | 7. místo  |                                                                  |                                      |
| 1961/62                      | 2. liga – sk. B | 2. úroveň | 6. místo  |                                                                  |                                      |
| 1962/63                      | 2. liga – sk. B | 2. úroveň | 5. místo  |                                                                  | Změna skupiny                        |
| 1963/64                      | 2. liga – sk. C | 2. úroveň | 6. místo  |                                                                  |                                      |
| 1964/65                      | 2. liga – sk. C | 2. úroveň | 7. místo  |                                                                  |                                      |
| 1965/66                      | 2. liga – sk. C | 2. úroveň | 7. místo  |                                                                  |                                      |
| 1966/67                      | 2. liga – sk. C | 2. úroveň | 8. místo  |                                                                  | Sestup                               |
| ...                          |                 |           |           |                                                                  |                                      |
| 1969/70                      | 1. ČNHL – sk. B | 2. úroveň | 12. místo |                                                                  |                                      |
| 1970/71                      | 1. ČNHL – sk. B | 2. úroveň | 14. místo |                                                                  |                                      |
| 1971/72                      | 1. ČNHL – sk. B | 2. úroveň | 14. místo |                                                                  | Sestup                               |
| 1972/73                      | Divize – sk. E  | 3. úroveň | 2. místo  |                                                                  | Reorganizace                         |
| 1973/74                      | Divize – sk. E  | 4. úroveň | 1. místo  | Kvalifikace o 2. ČNHL – sk. B (1. místo)                         | Přenechání postupu Přerovu           |
| 1974/75                      | Divize – sk. E  | 4. úroveň | 1. místo  | Kvalifikace o 2. ČNHL – sk. B (1. místo)                         | Postup                               |
| 1975/76                      | 2. ČNHL – sk. D | 3. úroveň | 7. místo  |                                                                  |                                      |
| 1976/77                      | 2. ČNHL – sk. D | 3. úroveň | 8. místo  |                                                                  |                                      |
| 1977/78                      | 2. ČNHL – sk. D | 3. úroveň | 7. místo  |                                                                  |                                      |
| 1978/79                      | 2. ČNHL – sk. D | 3. úroveň | 10. místo |                                                                  | Reorganizace                         |
| ...                          |                 |           |           |                                                                  |                                      |
| 1985/86                      | 2. ČNHL – sk. C | 3. úroveň | 6. místo  |                                                                  |                                      |
| 1986/87                      | 2. ČNHL – sk. C | 3. úroveň | 4. místo  |                                                                  |                                      |
| 1987/88                      | 2. ČNHL – sk. C | 3. úroveň | 2. místo  |                                                                  |                                      |
| 1988/89                      | 2. ČNHL – sk. C | 3. úroveň | 3. místo  |                                                                  |                                      |
| 1989/90                      | 2. ČNHL – sk. C | 3. úroveň | 1. místo  | Finálová skupina (2. místo)                                      | Postup                               |
| 1990/91                      | 1. ČNHL         | 2. úroveň | 8. místo  | Ne                                                               | sk. o udr.                           |
| 1991/92                      | 1. ČNHL         | 2. úroveň | 8. místo  | Finálová skupina (6. místo)                                      |                                      |
| 1992/93                      | 1. ČNHL         | 2. úroveň | 6. místo  | Čtvrtfinále (prohra 2:3 na zápasy s HC Vajgar Jindřichův Hradec) | Reorganizace                         |
| Česko (1993 – 1995)          |                 |           |           |                                                                  |                                      |
| Sezóny                       | Soutěž          | Úroveň    | ZČ        | Play-off, nadstavba, sk. o udržení...                            | Poznámky                             |
| 1993/94                      | 1. liga         | 2. úroveň | 12. místo | Předkolo (prohra 0:2 na zápasy s HC Slovan Ústí nad Labem)       |                                      |
| 1994/95                      | 1. liga         | 2. úroveň | 5. místo  | Čtvrtfinále (prohra 0:3 na zápasy s HC Havířov)                  | Prodej licence do Kralup nad Vltavou |

## Slavní odchovanci
- Václav Nedomanský
- Svatopluk Číhal
- Martin Hlavačka
- Jan Balun
- Břetislav Kocourek
- Josef Duchoslav
- Martin Vyrůbalík